# کارماگنولا ۱۶۱۰۶
سیارک ۱۶۱۰۶ (به انگلیسی: 16106 Carmagnola، نامگذاری:1999VW212) شانزده هزار و صد و ششمین سیارک کشف شده‌است که در ۱۲ نوامبر ۱۹۹۹ کشف شد.
قدر مطلق سیارک برابر ۲۱.۴ است.